# Roger Delagnes
Roger Delagnes (* 11. Mai 1902 in Montpellier; † 6. April 1976 in Marseille) war ein französischer Politiker. Er war von 1962 bis 1974 Mitglied des Senats.
Delagnes war Lehrer, als er 1945 für die SFIO Bürgermeister von Saintes-Maries-de-la-Mer wurde. Im selben Jahr zog er in den Generalrat des Départements Bouches-du-Rhône ein und wurde zu dessen Vizepräsident. 1959 trat er als Listenvierter bei den Senatswahlen an, scheiterte jedoch. Allerdings konnte er 1962 für Gaston Defferre in den Senat nachrücken. Nachdem er 1971 wiedergewählt worden war, trat er 1974 aus gesundheitlichen Gründen zurück. Zwei Jahre später starb er. Delagnes war Ritter der Ehrenlegion.